# Аргиназа
Аргина́за, также аргининогидрола́за (англ. arginine amidinase, canavanase, L-arginase, arginine transamidinase, сокр. ARG) — фермент (КФ 3.5.3.1), из семейства амидазы (класс гидролазы), катализирующий реакцию гидролитического расщепления молекул аргинина (связь C-N) до мочевины и орнитина. Схема реакции:
 + H2O →  + .
В качестве кофактора аргиназа использует ионы марганца (Mn2+).
Это конечный фермент, катализирующий последнюю реакцию цикла мочевины. Аргиназа присутствует во всех живых организмах.
В организме человека аргиназа представлена двумя изоформами:
- печёночная, также цитоплазматическая изоформа или аргиназа I
- внепечёночная, также митохондриальная изоформа или аргиназа II.

Ген, кодирующий аргиназу I — ARG1, локализован на длинном плече (q-плече), 6-й хромосомы. Аргиназа II кодируется геном ARG2, который локализуется на длинном плече (q-плече), 14-й хромосомы.
Полипептидная цепь аргиназы I включает в себя 322 аминокислоты и имеет молекулярную массу — 34735 Да. Длина полипептидной цепи аргиназы II составляет 354 аминокислоты, а молекулярная масса — 38578 Да.

## Структура и выполняемые функции
Аргиназа относится к семейству ферментов уреогидролаз (амидаз).
Аргиназа катализирует пятый и последний этап цикла мочевины — серия биохимических реакций в организме млекопитающих, в ходе которых организм избавляется от вредного аммиака. В частности, аргиназа превращает L-аргинин в L-орнитин и мочевину. Аргиназа млекопитающих активна в виде тримера, но некоторые бактериальные аргиназы гексамерны. Для поддержания нормального функционирования ферменту требуется двухмолекулярный металлический кластер марганца. Данные ионы Mn2+ координируются с водой, ориентируя и стабилизируя молекулу и позволяя воде действовать в качестве нуклеофила и атаковать L-аргинин, гидролизуя его на орнитин и мочевину.
У большинства млекопитающих существует два изофермента аргиназы; первый, аргиназа I, функционирует в цикле мочевины и расположен преимущественно в цитоплазме гепатоцитов (клеток печени). Второй изофермент, аргиназа II, участвует в регуляции внутриклеточного уровня аргинина/орнитина. Она находится в митохондриях нескольких тканей организма, причём наиболее многочисленна в почках и простате. В более низких концентрациях она может быть обнаружена в макрофагах, лактирующих молочных железах и головном мозге. Второй изофермент может быть обнаружен в отсутствие других ферментов цикла мочевины.

## Механизм катализа
Активный сайт удерживает L-аргинин на месте благодаря водородной связи между гуанидиновой группой и Glu-227. Эта связь ориентирует L-аргинин для нуклеофильной атаки связанного с металлом гидроксид-иона на гуанидиновую группу. В результате образуется тетраэдрический промежуточный продукт. Ионы марганца стабилизируют как гидроксильную группу в тетраэдрическом промежуточном соединении, так и формирующуюся одиночную sp3 электронную пару на группе NH2 по мере образования тетраэдрического промежуточного соединения.
Активный сайт аргиназы имеет очень высокую специфичность. Изменение структуры субстрата и/или стереохимии сильно снижает кинетическую активность фермента. Такая специфичность обусловлена большим количеством водородных связей между субстратом и ферментом; существуют прямые или облегчённые водой водородные связи, насыщающие как четыре акцепторные позиции на альфа-карбоксилатной группе, так и все три позиции на альфа-аминогруппе. N-гидрокси-L-аргинин (NOHA), промежуточный продукт биосинтеза NO, является умеренным ингибитором аргиназы. Кристаллическая структура его комплекса с ферментом показывает, что он вытесняет гидроксид-ион, связывающий металл, и соединяет двухъядерный кластер марганца.
Кроме того, 2(S)-амино-6-бороногексоновая кислота (ABH) — аналог L-аргинина, который также образует тетраэдрический промежуточный продукт, подобный тому, что образуется при катализе природного субстрата, и является мощным ингибитором аргиназы I человека.

## Роль в сексуальной реакции
Аргиназа II экспрессируется совместно с синтазой оксида азота (NO) в гладкой мышечной ткани, например, в мышцах половых органов как мужчин, так и женщин. Сокращение и расслабление этих мышц приписывают NO-синтазе, которая вызывает быстрое расслабление гладкой мышечной ткани и способствует увеличению объёма тканей, необходимому для нормальной сексуальной реакции. Однако, поскольку NO-синтаза и аргиназа конкурируют за один и тот же субстрат (L-аргинин), сверхэкспрессия аргиназы может влиять на активность NO-синтазы и NO-зависимое расслабление гладких мышц, истощая запас субстрата L-аргинина, который в противном случае был бы доступен оксиду азоту (NO). синтаза. Напротив, ингибирование аргиназы с помощью ABH или других ингибиторов бороновой кислоты будет поддерживать нормальный клеточный уровень аргинина, тем самым обеспечивая нормальную мышечную релаксацию и сексуальную реакцию.
Аргиназа является контролирующим фактором как мужской эректильной функции, так и женского сексуального возбуждения, и поэтому является потенциальной мишенью для лечения сексуальной дисфункции у обоих полов. Кроме того, добавление в рацион дополнительного количества L-аргинина уменьшит конкуренцию между аргиназой и NO-синтазой, обеспечивая дополнительный субстрат для каждого фермента.

## Патология
Дефицит аргиназы обычно означает снижение функции аргиназы I, печёночной изоформы аргиназы. Этот дефицит обычно называют гипераргининемией или аргинемией. Это заболевание является врождённым и наследуется по аутосомно-рецессивному типу. Оно характеризуется снижением активности аргиназы в печёночных клетках. Считается самым редким из наследственных дефектов уреагенеза. Дефицит аргиназы, в отличие от других нарушений цикла мочевины, не полностью предотвращает уреагенез. Предположительной причиной продолжения функции аргиназы является повышенная активность аргиназы II в почках людей с дефицитом аргиназы I. Исследователи считают, что накопление аргинина запускает повышенную экспрессию аргиназы II. Ферменты в почках катализируют уреагенез, компенсируя снижение активности аргиназы I в печени. Благодаря этому альтернативному методу удаления избытка аргинина и аммиака из кровотока, люди с дефицитом аргиназы, как правило, живут дольше, чем те, у кого есть другие дефекты цикла мочевины.
Симптомы заболевания включают неврологические нарушения, слабоумие, задержку роста и гипераммониемию. Хотя некоторые симптомы заболевания можно контролировать с помощью диетических ограничений и фармацевтических разработок, в настоящее время не существует ни лекарства, ни полностью эффективной терапии. В 2023 г. был одобрен препарат пегзиларгиназа.